# Kirchzell
Kirchzell er en købstad (markt) i Landkreis Miltenberg i Regierungsbezirk Unterfranken i den tyske delstat Bayern. Kommunen ligger i Odenwald i området hvor Bayern grænser til både Hessen og Baden-Württemberg.

## Geografi
Kirchzell er den arealmæssigt største kommune i Landkreis Miltenberg; den har store skove og ligger i Geo-Naturpark Bergstraße-Odenwald. Området afvandes af bækkene Waldbach, Gabelbach og floden Mud der løber ud i Main.
Nærliggende byer :
- Amorbach
- Erbach
- Michelstadt
- Miltenberg
- Mudau
- Walldürn

### Inddeling
Kommunen består ud over Kirchzell af disse landsbyer og bebyggelser:
- Breitenbach
- Breitenbuch
- Buch
- Ottorfszell
- Preunschen
- Watterbach
- Dörnbach
- Schrahmühle
- Hofmühle

Flere af disse var indtil 1975 selvstændige kommuner.

### Bygningsværker
- Rester af Limes, romernes beskyttelsesmur mod germanerne.
- Borgruinen Wildenberg (eller Wildenburg)